# Кан (река)
Кан (камас. Кхӯн’бу — медвежья река) — река в Красноярском крае России, правый приток Енисея.
Длина — 629 км, площадь водосборного бассейна — 36,9 тыс. км², река имеет извилистое течение. Исток — на северных склонах хребта Канское Белогорье в Восточном Саяне. Средний расход воды — 293 м³/с.

## Топонимика

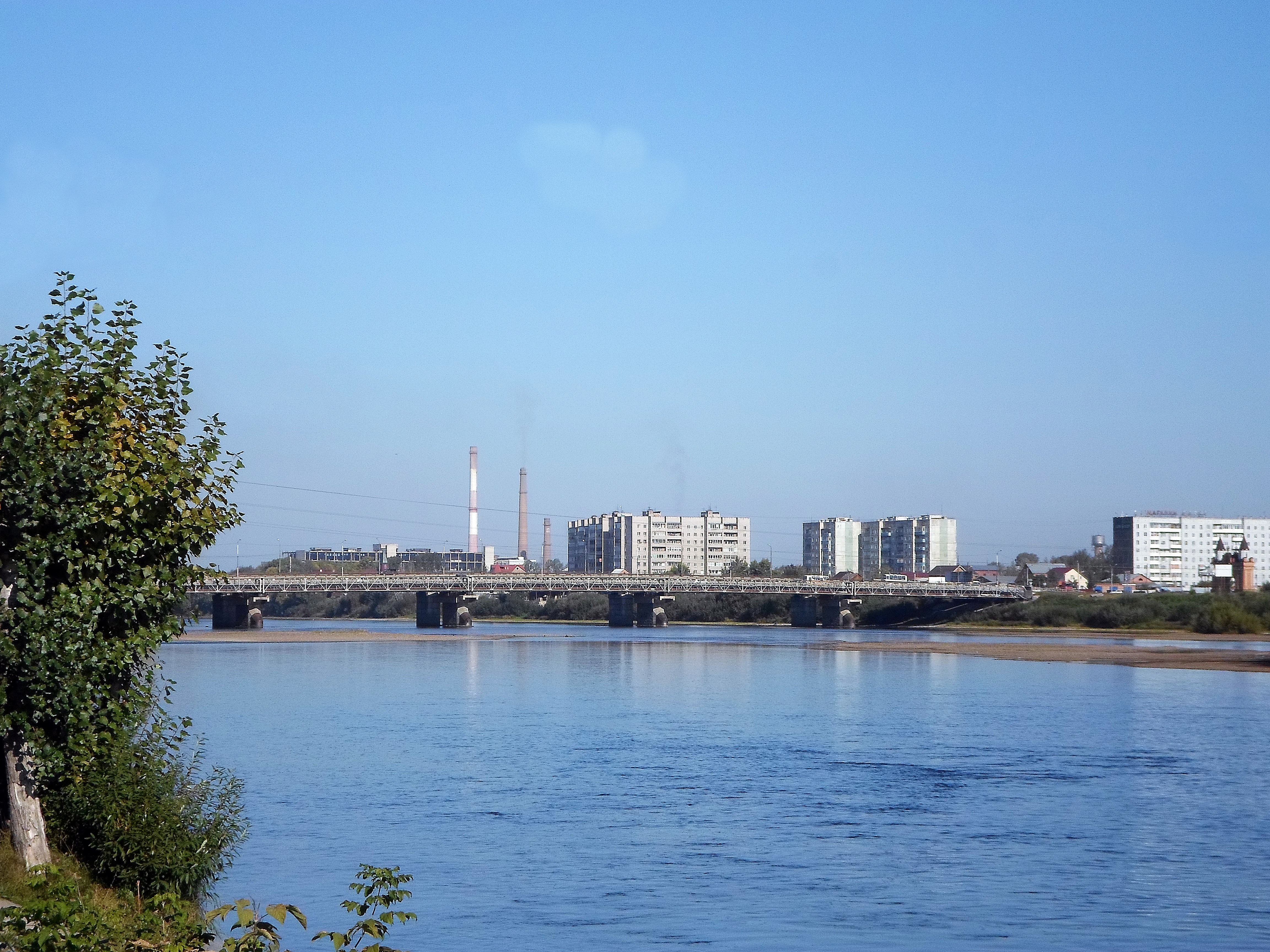
Река Кан в городе Канске

Происхождение названия реки Кан точно не выяснено.
Существует версия, что название происходит от тюркского кан — кровь. Согласно местным легендам, когда-то на берегах реки произошло крупное сражение между монголо-татарами и местными племенами, после чего река стала красной от крови множества убитых. Однако данная легенда, вероятно, является народной.
Есть мнение, что топоним, действительно, образован от тюркского кан — кровь, только в переносном значении. В долине реки присутствуют песчано-глинистые почвы красного цвета, и в притоках Кана нередко образуется осадок ржавчины. Возможно, название Кан произошло именно от этого.
Также слово кан в тюркских языках может иметь и другое значение — рудник, руда. Предполагается, что это значение данного слова в тюркские языки перешло из иранских. С помощью этого слова объясняют, например, топоним Канн в Узбекистане.
Есть предположение, что название Кан произошло от эвенкийского уменьшительного суффикса -кан. Однако, несмотря на то, что структура эвенкийского языка отличается от русского, название в виде голого суффикса невозможно даже в эвенкийском языке.
У тувинцев есть имя Кан-оол (тув. Каң-оол — стальной сын, парень).
Некоторые связывают этот топоним с древним топонимическим термином kang/kan, который широко распространён в Южной Азии и означает река.
По мнению Юрия Кисловского, библиографа из Канска, гидроним Кан имеет древнеиранские корни и означает священный источник.

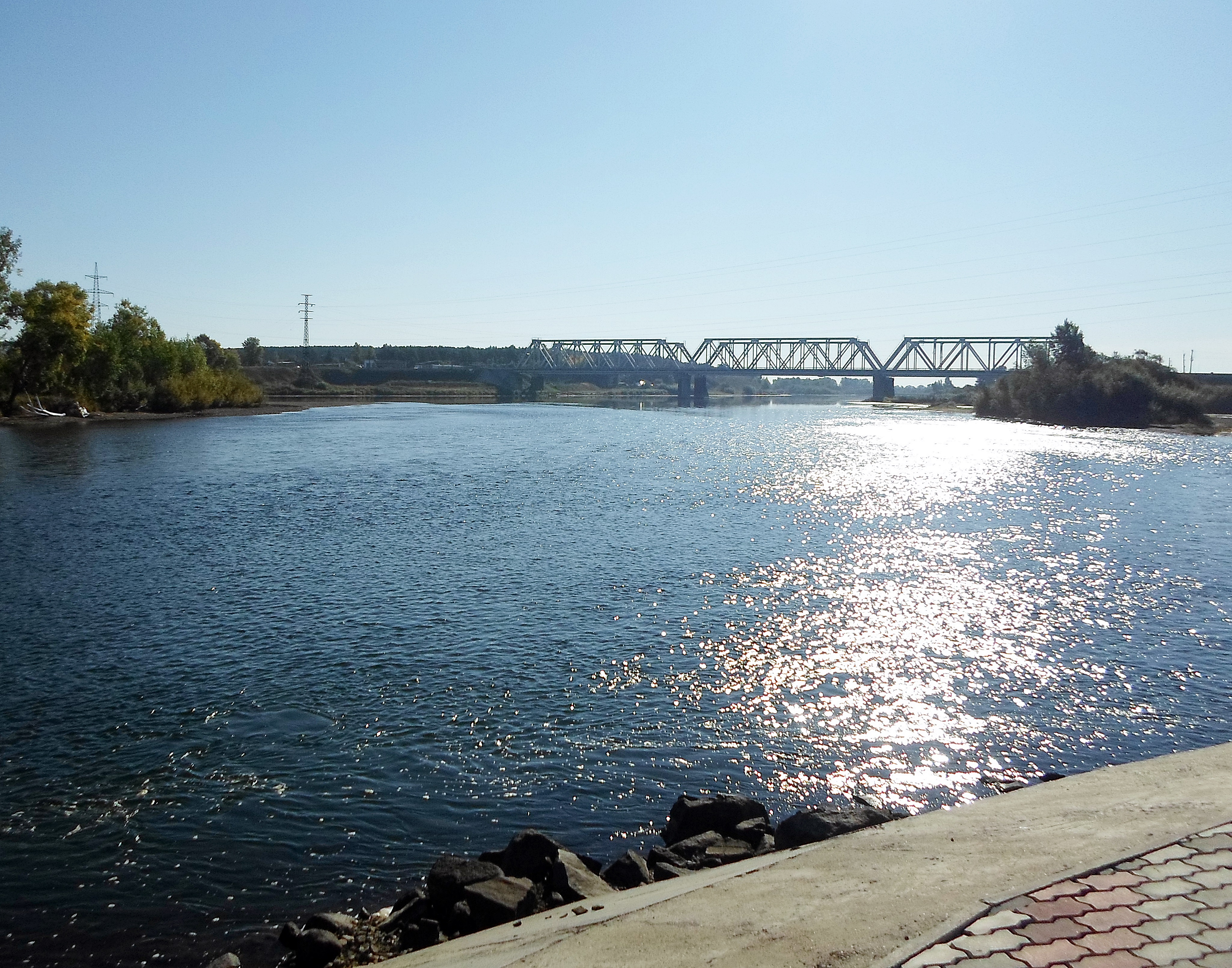
Мост Транссиба через Кан в Канске

## Гидрология
| Средний расход воды (м³/с) реки Кан по месяцам с 1938 по 1989 гг. (замеры производились на гидрологическом посту в районе д. Подпорог, в 17 км от устья) |

## Данные водного реестра
По данным государственного водного реестра России относится к Енисейскому бассейновому округу, водохозяйственный участок реки — Кан, речной подбассейн реки — Енисей между слиянием Большого и Малого Енисея и впадением Ангары. Речной бассейн реки — Енисей.
Код объекта в государственном водном реестре — 17010300412116100021269.

### Крупные притоки
(расстояние от устья)
- 65 км: река Рыбная (лв)
- 151 км: река Курыш (пр)
- 198 км: река Большая Уря (лв)
- 314 км: река Агул (пр, крупнейший)
- 434 км: река Анжа (лв)